# Quần đảo Babuyan

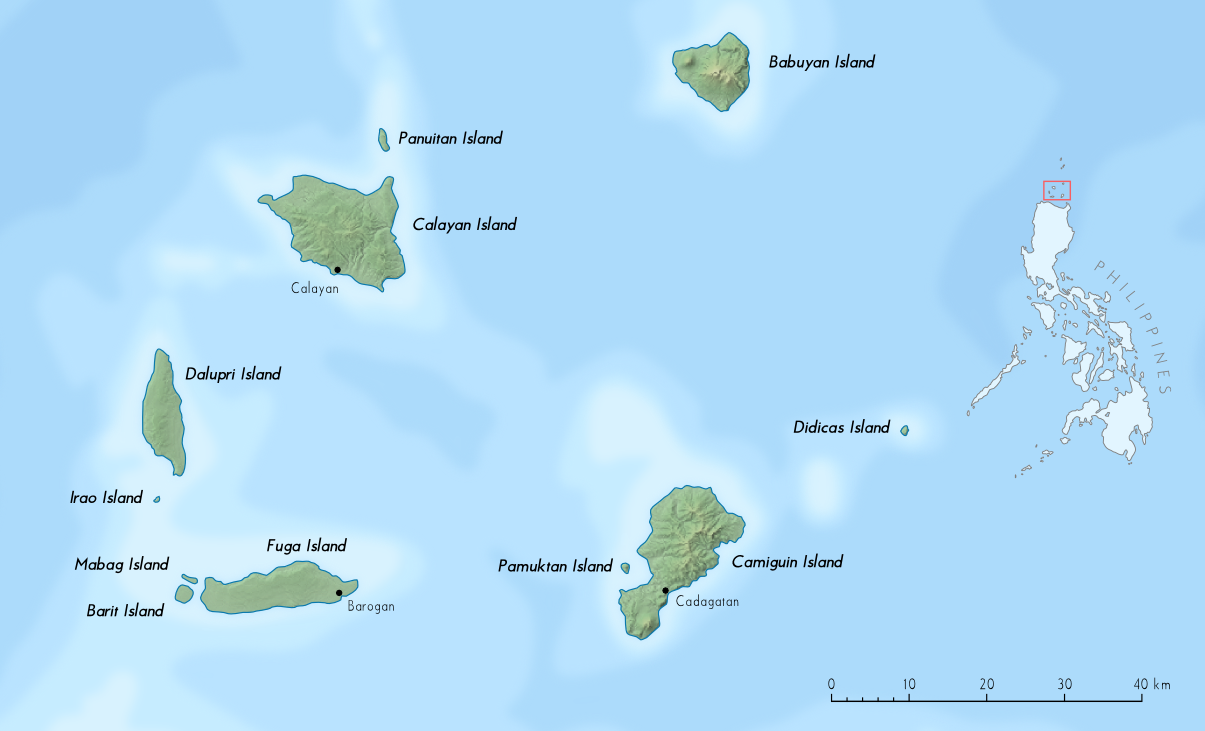
Quần đảo Babuyan

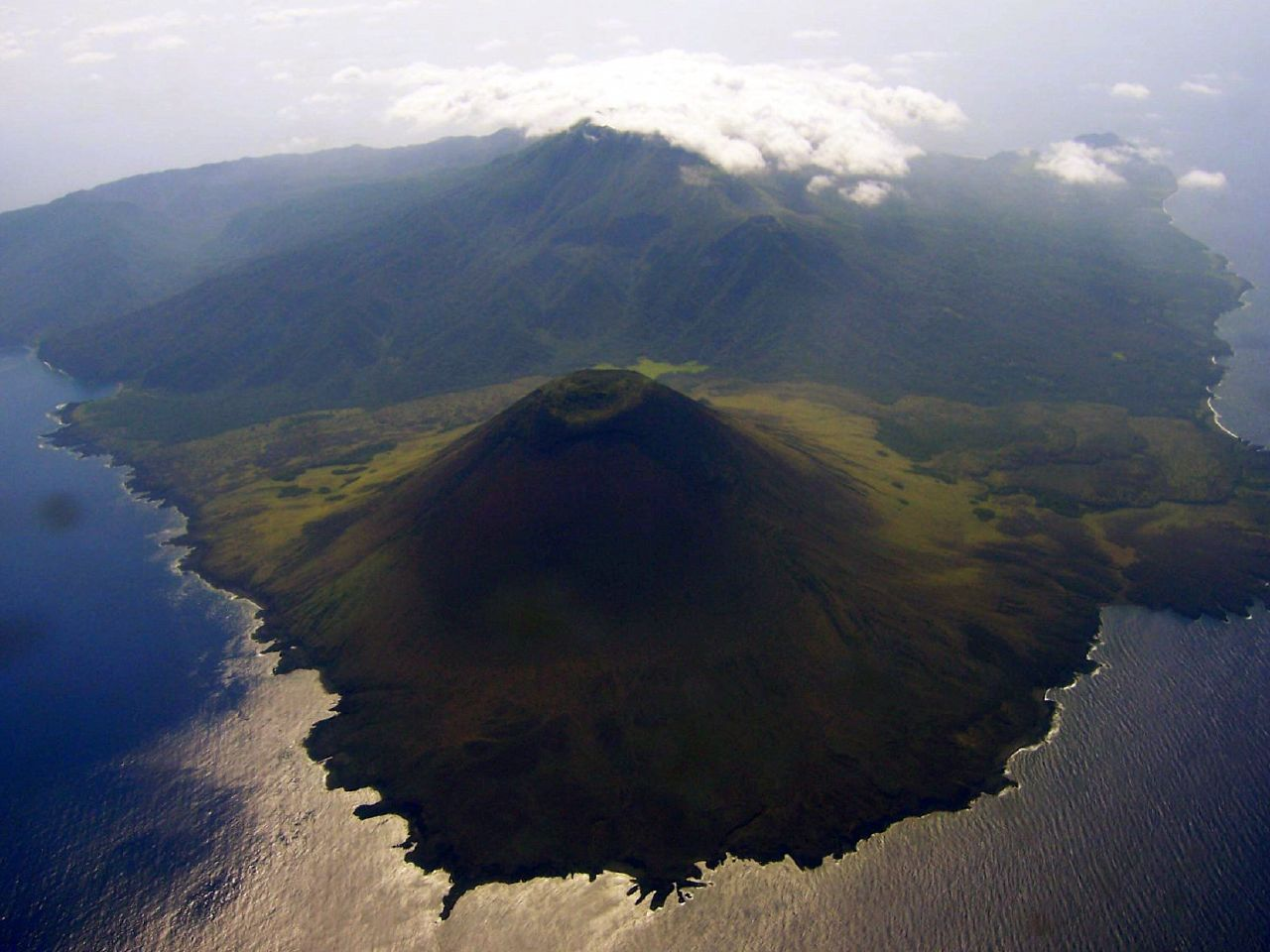
Núi lửa Smith

Quần đảo Babuyan là một quần đảo nằm ở phía bắc của đảo Luzon, Philippines. Quần đảo này cách đảo Luzon qua Eo biển Babuyan và các tỉnh đảo cực bắc Batanes của Philippines qua Eo biển Balintang.
Quần đảo Babuyan gồm có 5 đảo chính là đảo Babuyan, đảo Calayan, đảo Camiguin, đảo Dalupiri và đảo Fuga. Về mặt địa chất, quần đảo là một phần của Vòng cung Núi lửa Luzon.